# 張𡹮
張𡹮（1528年—？），字子靜，北直隸大名府開州人，民籍，明朝政治人物。

## 生平
嘉靖二十五年（1546年）丙午科順天府鄉試第四十一名舉人。嘉靖四十一年（1562年）中式壬戌科會試第二百六十一名，三甲第一百七十名進士。

## 家族
曾祖張魯；祖父張傑；父張元善，母孫氏；繼母章氏。嚴侍下。兄張岐、張嶓。弟張崘、張峒。